# 埃德霍爾姆 (內布拉斯加州)
埃德霍爾姆（英語：Edholm）是位於美國內布拉斯加州巴特勒縣的非建制地區。

## 歷史
埃德霍爾姆的郵局於1892年設立，其後於1933年停運。

## 地理
埃德霍爾姆所處的海拔為高於海平面416米（即1365英呎），而該地所採用的時區為UTC-6，即北美中部时区（CST）。同時該地設有夏令時間，為UTC-6調快一小時，即UTC-5（CDT）。